# Jolanta (opera)
Jolanta – opera Piotra Czajkowskiego w jednym akcie z librettem Modesta Czajkowskiego (brata kompozytora), na podstawie dramatu duńskiego poety Henrika Herza Córka króla René.

## Osoby
- René, Król Prowansji – bas
- Jolanta, córka króla René – sopran
- Robert, Książę burgundzki – baryton
- hrabia Vaudémont, rycerz burgundzki – tenor
- Marta, piastunka Jolanty – kontralt
- Brygida, przyjaciółka Jolanty – sopran
- Laura, przyjaciółka Jolanty – sopran
- Ibn-Jahia, mauretański lekarz – baryton
- Almeryk, giermek króla Rene – tenor
- Bertrand, odźwierny – bas

## Czas i miejsce akcji
Akcja toczy się we Francji w XV w.

## Treść
Jedyna córka króla René, Jolanta od urodzenia jest niewidoma. Aby uchronić ją przed cierpieniem spowodowanym jej kalectwem, król ukrył ją głęboko w głuszy leśnej, na zamku w Wogezach. Otoczona czułą opieką swej piastunki Marty i dwóch przyjaciółek Brygidy i Laury, Jolanta dorasta nieświadoma swego kalectwa. Jednak Jolanta czuje czasem, że czegoś jej brak, lecz sama nie potrafi tego opisać. I tak mija dzień za dniem. Król, by odstraszyć potencjalnych intruzów, postawił tablicę z ostrzeżeniem, że ktokolwiek przekroczy bramę tego zamku, może oczekiwać rychłej śmierci. Nikt więc nie wie o córce króla ani o jej nieszczęściu. Nie wie tego nawet przyszły mąż Jolanty, burgundzki książę Robert, któremu w dzieciństwie została przyrzeczona. Król sprowadza sławnego lekarza mauretańskiego Ibn-Jahia, by ten uleczył jego córkę. Lekarz podejmuje się zadania lecz zastrzega, iż wyleczenie Jolanty będzie możliwe jedynie wtedy, gdy ta dowie się o swym kalectwie i będzie chciała zostać uzdrowiona. Król waha się. Jeśli operacja się nie uda, jego ukochana córka pozostanie w ciemności na zawsze i do tego ze świadomością swej ułomności. Ostatecznie król odmawia lekarzowi.
Lecz oto pewnego dnia do zamku, tak strzeżonego przed światem, pojawia się Robert, książę burgundzki i jego przyjaciel hrabia Vaudémont. Robert dzieli się pewną tajemnicą ze swym przyjacielem. Otóż nie wie, jak ma postąpić. Wiele lat temu został zaręczony z księżniczką Jolantą, córką króla René, lecz serce Roberta należy do hrabiny Matyldy (aria "Któż może równać się z mą Matyldą"). Nagle Robert dostrzega tablicę z ostrzeżeniem. To wzbudza w nim podejrzliwość i podenerwowanie. W tym momencie Vaudémont widzi śpiącą Jolantę i od pierwszego wejrzenia zakochuje się w niej. Robert próbuje odciągnąć przyjaciela, mając złowrogie przeczucia, lecz Vaudémont jest głuchy na nie. Robert oddala się, by sprowadzić pomoc. Jolanta budzi się. Z początku jest zaskoczona obecnością obcego, lecz zaraz potem urzekają ją czułe słowa Vaudémonta. Kiedy hrabia prosi ją o czerwoną różę, która bukietem zdobi pokój Jolanty, ta podaje mu białą. W ten sposób Vaudémont orientuje się, że Jolanta jest niewidoma i mówi jej o tym. Wzruszony jej niewiedzą o własnym kalectwie opowiada jej o pięknie otaczającego ją światła, o słońcu, o kwiatach. Te słowa w sercu Jolanty budzą nowe, nieznane jej dotąd uczucia.
Świadkiem tego zdarzenia jest król René, który przybył wraz z Ibn-Jahia. Zagniewany, iż jego tajemnica wyszła na jaw, skazuje Vaudémonta na śmierć, zgodnie z ostrzeżeniem na tablicy. Oznajmia jednak, że jeśli jego córka odzyska wzrok, nie wykona wyroku. Słysząc to, Jolanta z całej siły pragnie odzyskać wzrok, aby uratować życie ukochanemu i ufnie oddala się wraz z Ibn-Jahia. W oczekiwaniu na wynik operacji król wyjawia Vaudémontowi powód swego okrucieństwa. Chciał wzbudzić w córce pragnienie wyzdrowienia, co było warunkiem jej wyleczenia. Vaudémont prosi króla o rękę Jolanty, lecz ten, mimo że nie jest temu niechętny, odmawia. Lecz o to pojawia się znów książę Robert wraz ze swą świtą, by ratować swego przyjaciela. Poznaje on w osobie króla René, ojca swej narzeczonej. Vaudémont błaga Roberta, by ten wyjawił swą tajemnicę, co ten w końcu czyni. Wyjawia królowi, że nie może poślubić Jolanty, gdyż kocha inną. Tak więc nic nie stoi na przeszkodzie, by Vaudémont poślubił Jolantę. W tym momencie nadchodzi informacja, że operacja się udała. Jolanta odzyskała wzrok i może ujrzeć szczęśliwe oblicze swego wybranka.

## Galeria

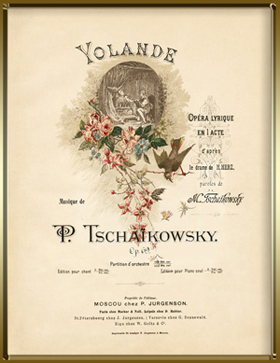